# Autorité nationale de l'aviation civile
Pour les articles homonymes, voir ANAC.
 (décembre 2012).
Si vous disposez d'ouvrages ou d'articles de référence ou si vous connaissez des sites web de qualité traitant du thème abordé ici, merci de compléter l'article en donnant les références utiles à sa vérifiabilité et en les liant à la section « Notes et références ».
En pratique : Quelles sources sont attendues ? Comment ajouter mes sources ?
L’Autorité nationale de l'aviation civile (ANAC) est une organisation aéronautique nationale, sous tutelle du Ministère des Transports de la Côte d'Ivoire.
Autorité compétente en matière d'aéronautique et de surveillance de l'aviation civile ivoirienne, l'ANAC est un établissement public à compétence nationale, dotée d’une autonomie technique et de gestion.

## Historique
Elle a été créée par l'ordonnance 2008-08 du 23 janvier 2008 et installée officiellement par le ministre des Transports Albert Mabri Toikeusse le 30 octobre 2008.
Cette création a répondu à une double préoccupation : la mise aux normes de l’Organisation de l’Aviation Civile Internationale (OACI) qui préconise la cession de la gestion de l’aviation civile à des organismes autonomes, et la réaction à l’inscription de la Côte d'Ivoire sur la liste noire de l’Union européenne.

## Missions
Les missions de l’ANAC telles qu’énumérées dans le code de l'aviation civile ivoirien sont: d'assurer, pour le compte de l’État, les missions de réglementation et de supervision de la sûreté, de la sécurité de l’aviation civile, de la facilitation aéroportuaire, de la médecine aéronautique, ainsi que la coordination en matière d’aviation civile.
À ce titre, l’ANAC détient :
- Le pouvoir d’enquêter et de formuler des propositions ou des recommandations,
- Le pouvoir de réglementer, d’investiguer et de contrôler,
- Le pouvoir de prononcer des injonctions,
- Le pouvoir de sanctionner.

Sous réserve des missions spécifiques confiées à d’autres services publics par la loi, l’ANAC exerce, pour le compte de l’État, l’ensemble des prérogatives de la puissance publique dans le secteur de l’aviation civile, telles que les fonctions liées à la régulation, à la supervision et au contrôle des activités du transport aérien.
À ce titre, l’ANAC est notamment chargée de :
- Élaborer et faire aboutir, en collaboration avec les autres administrations compétentes, les textes législatifs et réglementaires de l’aviation civile ;
- Veiller  la sécurité et à la régularité du transport aérien ;
- Élaborer les procédures ;
- Réaliser des audits sur l’organisation et le fonctionnement des structures de l’aviation civile ;
- Arrêter les programmes annuels des audits ;
- Contrôler l’activité du transport aérien ;
- Homologuer les infrastructures et les matériels ;
- Délivrer les licences et autres autorisations d’exploitation du transport aérien ;
- Initier, superviser et orienter les enquêtes liées aux accidents, aux incidents et aux autres dysfonctionnements du transport aérien ;
- Prononcer les sanctions administratives prévues par les textes en vigueur ;
- Assurer la formation et la certification du personnel ;

Elle assure le contrôle de l’exécution des missions des organismes d’implémentation des mesures de sécurité, de sûreté et de facilitation sur les aéroports.
L'ANAC est l'autorité ivoirienne d'enquête sur les accidents et les incidents aériens.